# Haas F1
Haas F1 Team je američka momčad Formule 1 s glavnim sjedištem u Kannapolisu, Sjevernoj Karolini, Sjedinjenim Američkim Državama. F1 momčad smještena je u Banburyju, u Oxfordshireu, Ujedinjeno Kraljevstvo, lokacija bivše momčadi Marussija.

## Formula 1
Osnivač i predsjednik momčadi Gene Haas imao je dugu povijest u motorsportu prije nego što je pristupio Formuli 1. Između ostalog, osnovao je i NASCAR momčad Haas CNC Racing, koja danas nosi ime Stewart Haas Racing. 
Haas je od FIA-e dobio odobrenje za nastup već 2015., ali je momčad zbog bolje pripreme odgodila svoj prvi nastup za sljedeću sezonu. Francuz Romain Grosjean je u rujnu 2015. postao prvi vozač momčadi. Mjesec dana nakon toga, momčad je potvrdila i drugog vozača, meksikanca Esteban Gutiérreza. Više od 90% momčadi činili su ljudi koji su već prije radili za neku momčad Formule 1. Među njima je bio i šef momčadi Günther Steiner, koji je prije radio za Red Bull Racing. 

### 2016.
U prvoj sezoni Haasov bolid je na predsezonskim testiranjima imao problem s prednjim krilom koje se odvojilo pri velikoj brzini na startno ciljnoj ravnini u Barceloni, a njihov je bolid prešao najmanje kilometara (tek 474) od svih bolida osim Saubera koji je s novim bolidom nastupao na samo četiri od osam dana. 
Osim provjerenog mjenjača, motora i ostalih sustava koje su dobili od Ferrarija, Dallara je izradila šasiju koja se, s obzirom na Dallarin manjak svježeg iskustva u F1, pokazala sasvim solidnom. Dallara je Haasu pomogla u strukturnim analizama, ali i u dizajnu i izradi šasije u njihovim pogonima u Parmi. Aerodinamički, bolid je slijedio trendove Formule 1 iz 2015. (prednja i stražnja krila očekivano su vrlo slična onima na Ferrariju SF15-T). Bočne stranice, ključno aerodinamičko područje današnjih F1 bolida, nisu agresivno koncipirane i prilično su veće od Ferrarijevih čije motore koriste, a nezrelost i konzervativnost dizajna vidjela se na cijelom aerodinamičkom paketu i jednostavnim formama koje ga čine.
Brzinom je Haas VF-16 bio pri dnu poretka na zimskim testiranjima, a na prvoj utrci u Australiji zauzeli su pretposljednji red, ispred dva Manora. Na utrci je momčad povukla sjajan potez i za vrijeme prekida utrke nakon nesreće Fernanda Alonsa, na Grosjeanov bolid stavila medium gume nakon čega je Francuz sjajnom vožnjom došao do šestoga mjesta, bez ijedne promjene guma za vrijeme trajanja utrke. Bio je to najbolji nastup za debitantsku momčad od Toyote 2002. kada je Mika Salo u Australiji također završio šesti. Romain Grosjean je u Bahreinu nastavio s odličnim rezultatima. Utrku je završio na petom mjestu, što je bio najbolji rezultat za Haas u debitantskoj sezoni. Francuz je bodove još osvajao u Rusiji, Austriji i SAD-u. S druge strane Esteban Gutiérrez nije uspio osvojiti bodove, te je momčad s ukupno 29 bodova osvojila osmo mjestu u ukupnom poretku konstruktora.

## Rezultati
| Godina | Šasija | Motor                      | Gume | #  | Vozači            | Utrke           | Bodovi | Poredak |
| ------ | ------ | -------------------------- | ---- | -- | ----------------- | --------------- | ------ | ------- |
| 2016.  | VF-16  | Ferrari 059/5 V6 t h 1.6   | P    | 8  | Romain Grosjean   | 1-14, 16-19, 21 | 29     | 8.      |
| 2016.  | VF-16  | Ferrari 059/5 V6 t h 1.6   | P    | 21 | Esteban Gutiérrez | Sve             | 29     | 8.      |
| 2017.  | VF-17  | Ferrari 062 V6 t h 1.6     | P    | 8  | Romain Grosjean   | Sve             | 47     | 8.      |
| 2017.  | VF-17  | Ferrari 062 V6 t h 1.6     | P    | 20 | Kevin Magnussen   | Sve             | 47     | 8.      |
| 2018.  | VF-18  | Ferrari 062 EVO V6 t h 1.6 | P    | 8  | Romain Grosjean   | Sve             | 93     | 5.      |
| 2018.  | VF-18  | Ferrari 062 EVO V6 t h 1.6 | P    | 20 | Kevin Magnussen   | Sve             | 93     | 5.      |
| 2019.  | VF-19  | Ferrari 064 V6 t h 1.6     | P    | 8  | Romain Grosjean   | Sve             | 28     | 9.      |
| 2019.  | VF-19  | Ferrari 064 V6 t h 1.6     | P    | 20 | Kevin Magnussen   | Sve             | 28     | 9.      |
| 2020.  | VF-20  | Ferrari 065 V6 t h 1.6     | P    | 8  | Romain Grosjean   | 1-15            | 3      | 9.      |
| 2020.  | VF-20  | Ferrari 065 V6 t h 1.6     | P    | 20 | Kevin Magnussen   | Sve             | 3      | 9.      |
| 2020.  | VF-20  | Ferrari 065 V6 t h 1.6     | P    | 51 | Pietro Fittipaldi | 16-17           | 3      | 9.      |
| 2021.  | VF-21  | Ferrari 065/6 V6 t h 1.6   | P    | 9  | Nikita Mazepin    | 1-21            | 0      | 10.     |
| 2021.  | VF-21  | Ferrari 065/6 V6 t h 1.6   | P    | 47 | Mick Schumacher   | Sve             | 0      | 10.     |
| 2022.  | VF-22  | Ferrari 066/7 V6 t h 1.6   | P    | 20 | Kevin Magnussen   | Sve             | 37     | 8.      |
| 2022.  | VF-22  | Ferrari 066/7 V6 t h 1.6   | P    | 47 | Mick Schumacher   | 1, 3-22         | 37     | 8.      |
| 2023.  | VF-23  | Ferrari 066/7 V6 t h 1.6   | P    | 20 | Kevin Magnussen   |                 |        |         |
| 2023.  | VF-23  | Ferrari 066/7 V6 t h 1.6   | P    | 27 | Nico Hülkenberg   |                 |        |         |

## Vanjske poveznice
- Haas F1 Team - Službena stranica (eng.)
- Haas - Stats F1